# Re Bianco (Alice nel Paese delle Meraviglie)
Il Re Bianco (in inglese White King) è un personaggio immaginario del romanzo di Lewis Carroll Attraverso lo specchio e quel che Alice vi trovò, pubblicato nel 1871.

## Il personaggio
Poiché l'intera storia narrata nel libro è l'allegoria di una partita a scacchi, il Re Bianco rappresenta l'omonimo pezzo della fazione alla quale Alice prende parte, inizialmente in qualità di pedone. Marito della Regina Bianca, gli è impossibile raggiungere sua moglie perché, come tutte le regine degli scacchi, lei si muove troppo velocemente e per troppe caselle perché lui possa superarla. La stessa cosa accade tra la Regina Rossa e il Re Rosso: quest'ultimo passa l'intera partita profondamente addormentato, mentre la sua consorte è impegnata nella sua famosa corsa.
Alice vede per la prima volta il Re Bianco subito dopo essere passata attraverso lo specchio: inizialmente è un normale pezzo degli scacchi animato che, per qualche ragione, non può sentire o vedere Alice. Non rendendosene conto, la bambina prende lui e la Regina Bianca dalla scacchiera e li mette su un tavolo, allo scopo di aiutarli nella loro ricerca della figlia perduta Lily, portandoli a credere che un vulcano invisibile li abbia fatti saltare in aria. Poco dopo Alice si impadronisce di un libro del Re Bianco, sul quale trova scritto il poemetto Jabberwocky.
Più avanti Alice ritrova il Re Bianco, stavolta delle dimensioni di un normale adulto, quando Humpty Dumpty cade; come recita la famosa nursery rhyme, il Re Bianco arriva con i suoi soldati, presumibilmente nella speranza di rimetterlo insieme. A quel punto lui e Alice hanno un surreale scambio di battute, durante il quale emerge la sua tendenza a prendere le cose fin troppo alla lettera: ad esempio, quando lei gli dice di non aver visto nessuno, lui pensa che "Nessuno" sia il nome di una persona.
Il Re Bianco ha due servitori, Hatta e Haigha, i quali lo informano che un leone e un unicorno stanno combattendo per una corona: il Re esprime divertimento per il fatto che stiano "combattendo per la corona", ma allo stesso tempo nervosismo perché quella che si contendono è la sua corona. Tuttavia, dato che anche il Leone e l'Unicorno sono pezzi degli scacchi della sua stessa fazione e, sebbene sappia di essere costretto a cedere a uno dei due la corona, il Re sa che i due lo stanno proteggendo dagli avversari, quindi si mostra rassegnato al proprio destino.
In seguito il Re viene messo sotto scacco per due volte, prima dal Cavaliere Rosso e poi dalla Regina Rossa, ma ormai il suo ruolo è talmente insignificante che nessuna delle due fazioni se ne accorge; quando anche la Regina Bianca compirà una mossa totalmente inutile, tuttavia, l'impasse del Re Bianco consentirà ad Alice di dare scacco matto al Re Rosso e vincere la partita.

## Interpreti
Nel film Alice nel Paese delle Meraviglie, diretto da Norman Z. McLeod nel 1933, il Re Bianco viene interpretato dall'attore e regista statunitense Ford Sterling.
Nel musical per la televisione del 1966, diretto da Alan Handley, Alice Through the Looking Glass, tratto dal romanzo di Lewis Carroll Attraverso lo specchio e quel che Alice vi trovò, il Re Bianco viene interpretato dall'attore messicano Ricardo Montalbán, altresì celebre per aver interpretato Mr. Roarke nella serie televisiva Fantasilandia e Khan Noonien Singh nel franchise di fantascienza Star Trek. Per la parte Montalbán viene pagato $10 000, equivalenti di $90 000 odierni.
Nella miniserie televisiva italiana del 1972 Nel mondo di Alice, diretta da Guido Stagnaro e con Milena Vukotic nel ruolo della protagonista Alice, il Re Bianco viene interpretato dall'attore Giancarlo Dettori.

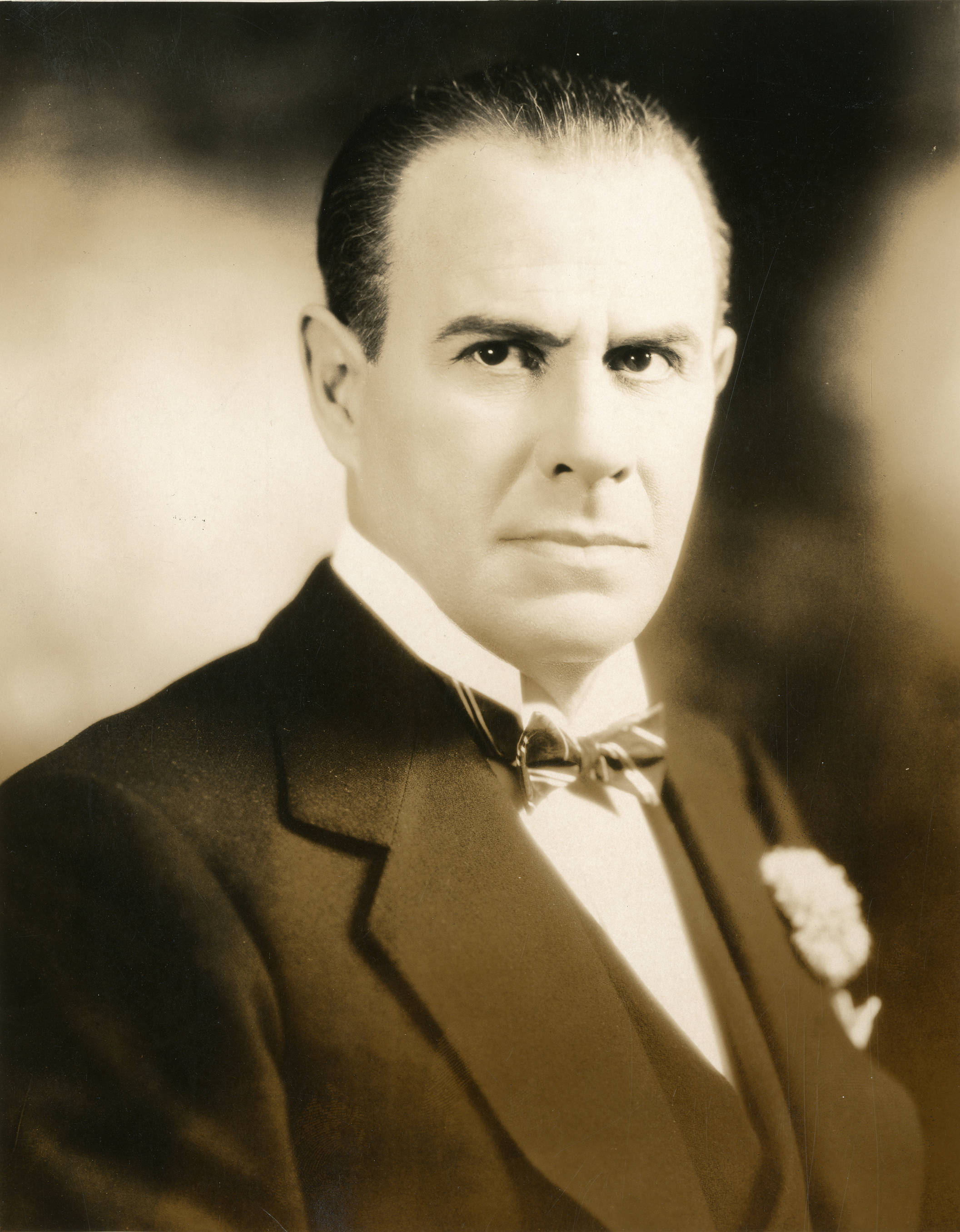
Ford Sterling, interprete del Re Bianco nel 1933
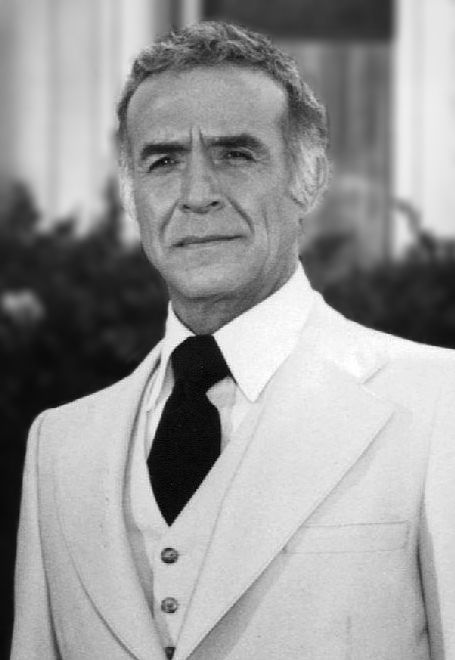
Ricardo Montalbán, interprete del Re Bianco nel 1966
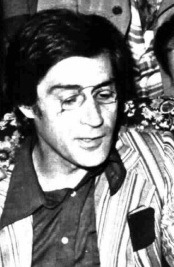
Giancarlo Dettori, interprete del Re Bianco nel 1972

## Filmografia parziale

### Cinema
- Alice nel Paese delle Meraviglie, regia di Norman Z. McLeod (1933)

### Televisione
- Alice Through the Looking Glass, regia di Alan Handley - film TV (1966)
- Nel mondo di Alice, regia di Guido Stagnaro - miniserie TV, episodi 1x03-1x04 (1972)